# Argulus diversus
Argulus diversus är en kräftdjursart som beskrevs av C. B. Wilson 1944. Argulus diversus ingår i släktet Argulus och familjen karplöss. Inga underarter finns listade i Catalogue of Life.